# Rotkardinal

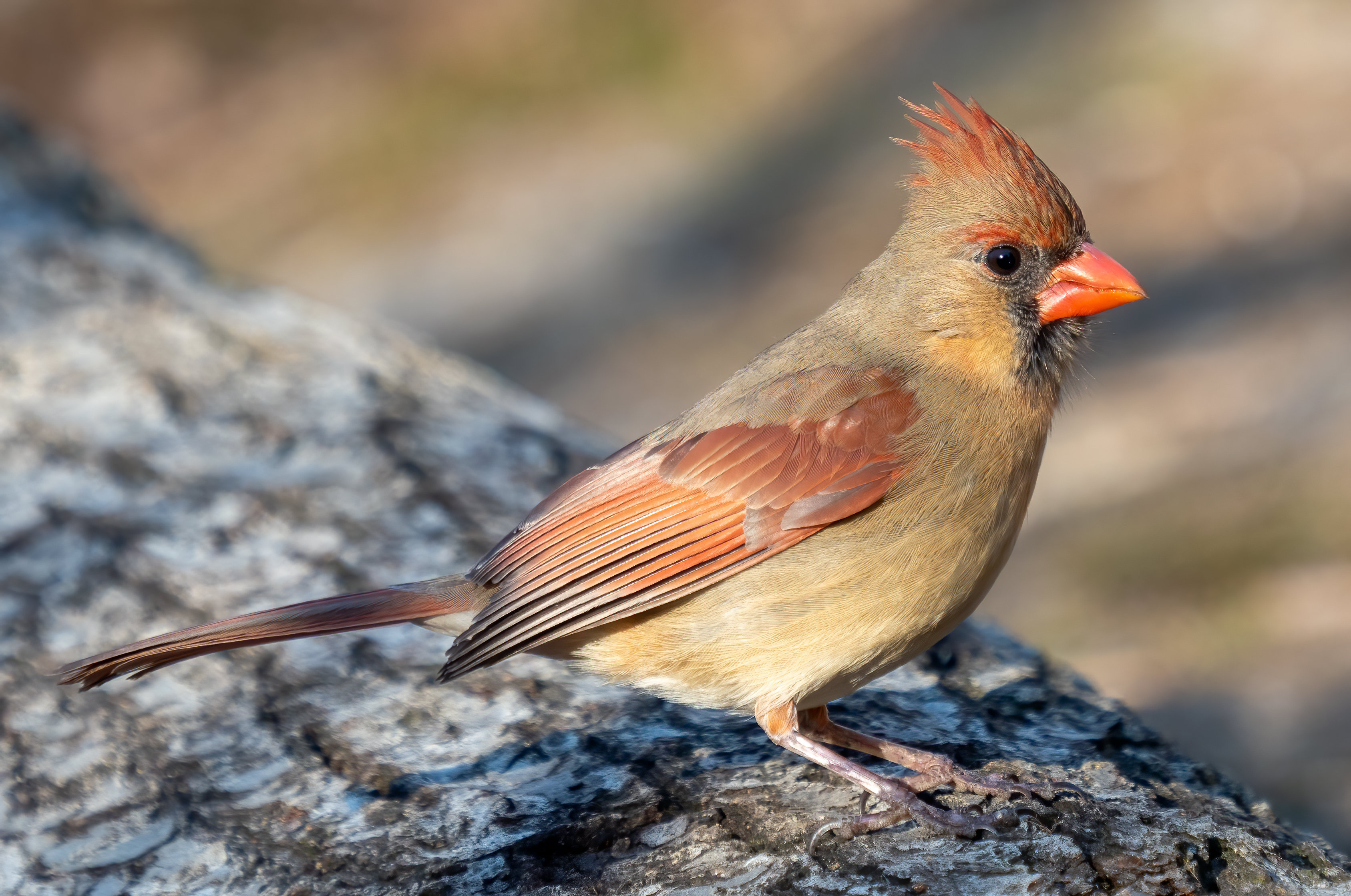
Rotkardinal (Cardinalis cardinalis), Weibchen

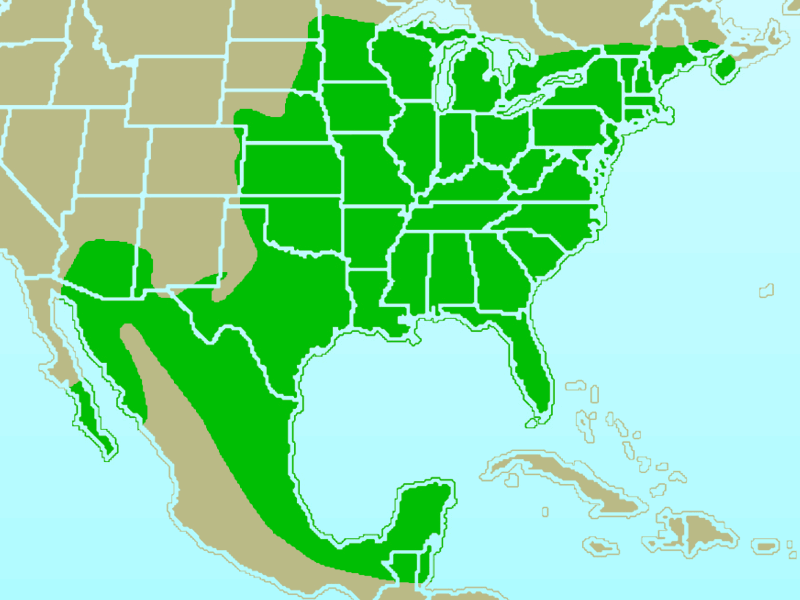
Verbreitungsgebiet des Rotkardinals

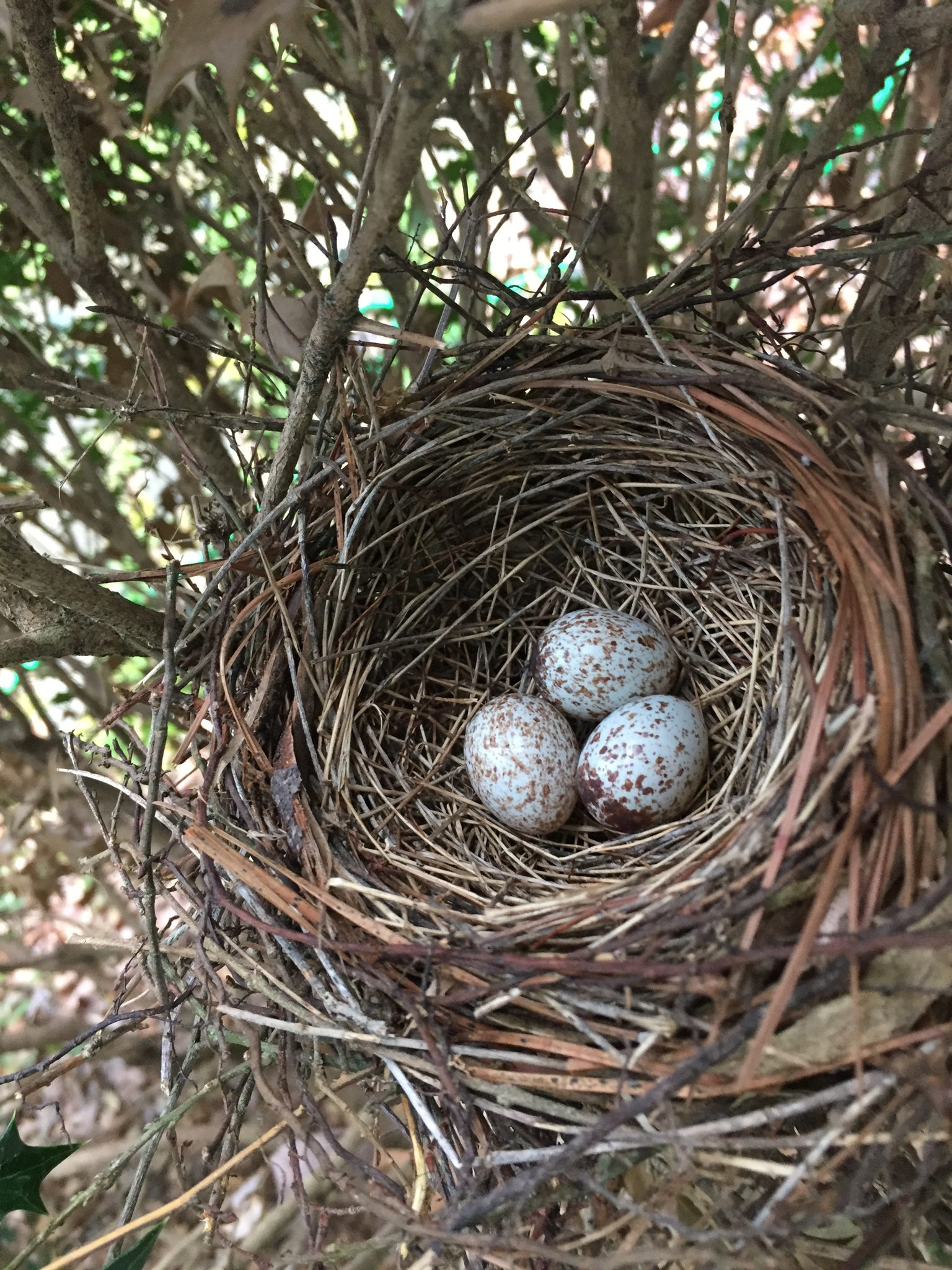
Gelege des Rotkardinals (Cardinalis cardinalis)

Der Rotkardinal oder Rote Kardinal (Cardinalis cardinalis), auch „Virginische Nachtigall“ genannt, ist eine Vogelart aus der Familie der Kardinäle (Cardinalidae).

## Beschreibung
Der Rotkardinal wird etwa 20–23 cm groß. Nördliche Rassen sind etwas größer. Er besitzt einen kräftigen, kegelförmigen Schnabel und eine aufstellbare Federhaube. Das Männchen hat einen rötlichen Schnabel und meist graue Beine. Nördliche Rassen sind dunkler, südliche Rassen sind leuchtender rot gefärbt. Der Rotkardinal zeigt eine Vorliebe für besiedeltes Gebiet. Er lebt in offenem Gelände mit reichlich Gebüsch und Hecken, in Parks, Gärten, an Waldrändern, in Waldlichtungen und in Auwäldern.

### Das Federkleid
Die beiden Geschlechter unterscheiden sich in der Färbung des Gefieders. Das Männchen hat ein überwiegend scharlachrotes Federkleid mit mehr bräunlich-roten Farbtönen auf den Flügeln, am Rücken und am Schwanz, eine schwarze Gesichtsmaske. Das Weibchen unterscheidet sich vom Männchen durch ein oliv-bräunliches Gefieder mit rötlichen Farbtönen auf den Flügeln, am Schwanz und in der Haube, sowie durch eine weniger gut definierte, eher grau gefärbte Gesichtsmaske. Jungvögel sind ähnlich wie die Weibchen gefärbt, aber ganz ohne Gesichtsmaske.

### Gesang
Der ziemlich variable Gesang wird von beiden Geschlechtern – oft im Duett – vorgetragen und kann das ganze Jahr über gehört werden. Eine typische Strophe beginnt mit einigen kräftigen Pfeif- und Flötentönen und wechselt dann zu einer schnellen, manchmal leise ausklingenden Tonfolge.
Der Gesang des Weibchens ändert sich saisonal und wird auch vom sozialen Umfeld beeinflusst. Am Anfang der Brutzeit singt das Weibchen auf einem höheren Ton als später und Weibchen in neuen Paaren singen mehr als in schon länger existierenden Paaren. Bei den Männchen wurden solche Unterschiede nicht beobachtet.

## Verbreitung und Lebensraum
Der Rotkardinal lebt in fast ganz Mexiko und in den östlichen Bundesstaaten der USA, nach Westen bis Süd-Minnesota, Nebraska, Texas und Süd-Arizona reichend. Auch in den Hamptons kommt er vor. Er erreicht im Süden noch Guatemala und Belize, im Norden den Südosten von Kanada. Er hat als Kulturfolger erst seit etwa 1890 sein Areal über den Ohio River hinaus kräftig nach Nordwesten und Norden ausgeweitet und dabei den Süden von Ontario und Québec erreicht. Die Art wurde in Hawaii eingeführt.

## Ernährung und Lebensweise
Die Nahrung besteht überwiegend aus Samen und Früchten, im Sommer bis zu 1/3 auch aus Insekten, des Weiteren aus Blüten und Knospen.

Im gesamten Verbreitungsgebiet ist er ein Stand- und Strichvogel. Im Winter finden sich oft Gruppen aus bis zu 60 oder 70 Vögeln zusammen, die auf kurze Distanzen herumziehen.

## Fortpflanzung
Im Lauf des Jahres werden meist zwei, manchmal auch bis zu vier Bruten großgezogen, beginnend im März. Das Männchen verteidigt das Brutrevier recht aggressiv. Das Weibchen baut unterdessen das Nest fast allein. Es baut das gut versteckte, napfförmige Nest aus Gräsern, Pflanzenstängeln und Moos in dichten Büschen oder nahe dem Stamm in der Krone von Nadelbäumen. Das Weibchen legt 3–4 grünliche bis weiße, braun getupfte Eier und bebrütet sie allein etwa 12 Tage lang. Die Jungvögel sind Nesthocker und werden bereits nach etwa 10 Tagen flügge, sind aber dann noch 2–4 Wochen lang von den Eltern abhängig. Während sich das Männchen um die Jungvögel kümmert, beginnt das Weibchen bereits mit der nächsten Brut.

## Bedeutung, Kultur
Er gehört zu den auffälligsten Wildtieren der USA, besonders im Winter sind die leuchtend roten Tiere oft die einzigen Farbtupfen in einer weißen Landschaft.
Er wurde einst in Nordamerika gerne – vergleichbar mit dem Kanarienvogel – als Heimtier gehalten. In den USA und Kanada wird er seit 1918 infolge des Migratory Bird Treaty streng geschützt. Wer ihn fängt, tötet, kauft, verkauft oder im Käfig hält, kann zu Geld- und Gefängnisstrafen verurteilt werden.

Gleich in mehreren Bundesstaaten der USA (Illinois, Indiana, Kentucky, North Carolina, Ohio, Virginia und West Virginia) ist er der Staatsvogel.
Er ist auf Spezial-Kfz-Kennzeichen aus Kentucky, Illinois und Ohio abgebildet. Daneben ist er auch beliebt als Wappentier und Namensgeber von amerikanischen Sportmannschaften. An erster Stelle sind die St. Louis Cardinals in der Major League Baseball und die Arizona Cardinals in der National Football League zu nennen. Viele weitere „Cardinals“ sind in den unteren Ligen bis hinab zu Schulmannschaften zu finden.

## Gefährdung
Die Gesamtpopulation wird von der International Union for Conservation of Nature and Natural Resources (IUCN) auf etwa 100 Millionen Tiere geschätzt, die Art gilt daher als ungefährdet.

## Unterarten
Es sind neunzehn Unterarten bekannt:
- C. c. cardinalis (Linnaeus, 1758)[3] – Die Nominatform kommt im Südosten Kanadas und dem zentralen und östlichen Teil der USA mit Ausnahme des Südosten von Georgia und Florida vor.
- C. c. floridanus Ridgway, 1896[4] – Diese Unterart ist im Südosten Georgias und in Florida verbreitet.
- C. c. magnirostris Bangs, 1903[5] – Diese Unterart kommt im Süden von Texas und zentralen Gebiet von Oklahoma bis Mississippi vor.
- C. c. canicaudus Chapman, 1891[6] – Diese Subspezies kommt im Westen Oklahomas und dem westlichen und zentralen Teil von Texas bis Zentralmexiko vor.
- C. c. coccineus Ridgway, 1873[7] – Diese Subspezies ist von San Luis Potosi bis in den Norden von Oaxaca verbreitet.
- C. c. littoralis Nelson, 1897[8] – Diese Unterart kommt von Veracruz bis Tabasco vor.
- C. c. yucatanicus Ridgway, 1887[9] – Diese Subspezies kommt am Sockel der Halbinsel Yucatán vor.
- C. c. phillipsi Parkes, 1997[10] – Die Unterart ist auf der Halbinsel Yucatán verbreitet.
- C. c. flammiger Peters, JL, 1913[11] – Das Verbreitungsgebiet dieser Unterart ist der Süden Quintana Roos, der Nordosten von Belize und der Norden Guatemalas.
- C. c. saturatus Ridgway, 1885[12] – Diese Unterart kommt auf der Insel Cozumel vor.
- C. c. superbus Ridgway, 1885[13] – Das Verbreitungsgebiet dieser Subspezies erstreckt sich über den Südwesten der USA und den Norden Sonoras
- C. c. seftoni (Huey, 1940)[14] – Diese Unterart kommt im zentralen Niederkalifornien vor.
- C. c. igneus Baird, SF, 1860[15] – Diese Subspezies kommt im südlichen Niederkalifornien vor.
- C. c. clintoni Banks, 1963[16] – Diese Unterart ist auf der Insel Seralvo im Nordosten Mexikos verbreitet.
- C. c. townsendi (van Rossem, 1932)[17] – Diese Unterart ist auf der Tiburón-Insel und den angrenzenden Küstengebieten von Sonora verbreitet.
- C. c. affinis Nelson, 1899[18] – Diese Unterart kommt im nördlichen zentralen und westlichen zentralen Gebiet von Mexiko vor.
- C. c. sinaloensis Nelson, 1899[18] – Diese Subspezies kommt im Westen Mexikos vor.
- C. c. mariae Nelson, 1898[19] – Das Verbreitungsgebiet dieser Unterart sind die Tres Marias Inseln.
- C. c. carneus (Lesson, A, 1842)[20] – Diese Subspezies kommt im Südwesten Mexikos vor.

## Einzelbelege
1. ↑  Paul McCartney: Lyrics. 1956 bis heute. Hrsg. mit einer Einleitung von Paul Muldoon. Aus dem Englischen übersetzt von Conny Lösche. C. H. Beck, München 2021, ISBN 978-3-406-77650-2, S. 853 (zum Song You Tell Me, in dem der Rotkardinal vorkommt).
2. ↑  IOC World Bird List Longspurs, grosbeaks & saltators (Memento des Originals vom 21. Juli 2014 im Internet Archive)  Info: Der Archivlink wurde automatisch eingesetzt und noch nicht geprüft. Bitte prüfe Original- und Archivlink gemäß Anleitung und entferne dann diesen Hinweis.
3. ↑  Carl von Linné, S. 172.
4. ↑  Robert Ridgway (1896), S. 606.
5. ↑  Outram Bangs, S. 6.
6. ↑  Frank Michler Chapman, S. 324.
7. ↑  Robert Ridgway (1873), S. 39.
8. ↑  Edward William Nelson (1897), S. 64.
9. ↑  Robert Ridgway (1887), S. 443.
10. ↑  Kenneth Carroll Parkes, S. 133.
11. ↑  James Lee Peters, S. 380.
12. ↑  Robert Ridgway (1885a), S. 24.
13. ↑  Robert Ridgway (1885b), S. 344.
14. ↑  Laurence Markham Huey, S. 216.
15. ↑  Spencer Fullerton Baird, S. 305.
16. ↑  Richard Charles Banks, S. 3.
17. ↑  Adriaan Joseph van Rossem, S. 142.
18. 1 2  Edward William Nelson (1899), S. 28.
19. ↑  Edward William Nelson (1898), S. 10.
20. ↑  Adolphe Lesson, S. 210.